# Олеко Дундич (фильм)
«Олеко Дундич» — героико-приключенческий советско-югославский фильм режиссёра Леонида Лукова. Съемочный процесс в большинстве своем происходил в старой части Херсона. Резиденция белогвардейцев в картине была расположена в бывшей библиотеке им. Горького. 

## Сюжет
1917 год. В тюрьме провинциального русского города ожидает суровый приговор офицер Сербского добровольческого корпуса Дундич. Он отпустил приговорённых к расстрелу за симпатии к революционным агитаторам четырёх солдат. Начавшаяся революция открыла двери тюрем и Дундич оказался на свободе.
Вместе с товарищами он переходит на сторону восставших и становится командиром Интернационального эскадрона в составе 1-й Конной армии. Смелого и инициативного кавалериста вскоре заметили и стали поручать дерзкие и опасные поручения. Дундич с друзьями, переодеваясь в белогвардейцев, проникают во вражеский тыл, захватывают важные документы и сеют панику.
За всё время боёв главным противником Дундича становится Павле Ходжич. Он, в чине полковника, стал одним из руководителей контрразведки и придумывает хитрые комбинации, пытаясь заманить в ловушку своего бывшего товарища по корпусу.

## В ролях
- Бранко Плеша — Олеко Дундич
- Татьяна Пилецкая — Галя
- Владимир Трошин — командарм Ворошилов
- Лев Свердлин — командарм Будённый
- Милан Пузич — Павле Ходжич, белый контрразведчик
- Борис Ливанов — генерал Мамонтов
- Сергей Лукьянов — генерал Шкуро
- Константин Сорокин — красный командир
- Татьяна Конюхова — Даша, красноармеец
- Любивое Тадич — Драгич
- Драгомир Фелба — Палич
- Стоян Аранджелович — Рашович
- Юрий Соловьёв — Ваня, красноармеец
- Виктор Старчич — Михайло Живкович, сербский генерал
- Евгений Самойлов — полковник Бобров
- Леонид Топчиев — граф Пётр Феофанович Галицкий
- Маргарита Шумская — цыганка Настя
- Елена Санько — Надежда Ивановна, жена полковника Туманова
- Лариса Кронберг — Ирина Туманова, дочь белого полковника
- Евгений Велихов — генерал Жобер
- Сергей Филиппов — Иван Козырев, белый квартирьер
- Валентин Гафт — сербский солдат
- Станислав Коренев — Станислав, белый офицер
- Михаил Пуговкин — солдат-агитатор

## Съёмочная группа
- Авторы сценария: Леонид Луков, Антоний Исакович по пьесе Александра Ржешевского и Михаила Каца
- Режиссёр: Леонид Луков
- Главный оператор: Михаил Кириллов
- Композитор: Никита Богословский